# Mitra Farahani
Mitra Farahani (en persa میترا فراهانی; Teheran, 27 de gener de 1975) és una pintora, directora de cinema, guionista i directora de fotografía iraniana, establerta a París.
Farahani és graduada en Arts gràfiques per la Universitat Azad de Teheran. Va ser arrestada el 17 de juny de 2009 pel govern iranià en un viatge, a la seva arribada a Teheran des de París i empresonada a la Presó Evin; es va al·legar que el seu arrest es devia a la campanya d'oposició al règim iranià que havia dut a terme després de l'elecció presidencial i també per haver fet algunes pel·lícules no islàmiques fora de l'Iran. El govern iranià la va alliberar el 30 de juny de 2009.
Farahani ha dirigit molts films entre els quals es troben Juste une femme (2002), una pel·lícula sobre el canvi de gènere de Morvarid dins l'Iran, Tabous - Zohre & Manouchehr (2004), Behjat Sadr: Time Suspended (2006) o Fifi az Khoshhali Zooze Mikeshad (2012), un documental sobre el pintor iranià, escultor i director de teatre Bahman Mohasses. També ha treballat com a directora de fotografia per a pel·lícules com Ziarat (2005) o Fifi az Khoshhali Zooze Mikeshad (2012). Per la pel·lícula Juste une femme va guanyar el Teddy Award el 2002 i, el 2014, va ser seleccionada com a membre del jurat pel 64è Festival Internacional de Cinema de Berlín.